# 岡中勇人
岡中 勇人（おかなか はやと、1968年9月26日 - ）は、広島県出身 の元プロサッカー選手、サッカー指導者。現役時代のポジションはゴールキーパー。

## 選手経歴
兵庫県生まれだが、5歳の頃に広島県に転居し、11歳からは福岡県で育った。県内の強豪高である東海大第五高校から東海大学に進学。大学卒業後の1991年に松下電器産業サッカー部に加入し、翌年から同サッカー部が母体となったJリーグのガンバ大阪に所属した。
1993年Jリーグ開幕節前から本並健治と正ゴールキーパーの座を巡って熾烈な争いをしていたが、しばらくはベンチを温める状態が続いた。本並が腎臓破裂の重傷を負い、長期離脱中は正GKとしてゴールを守り続けた。1994年に本並が復帰すると再びベンチを温める時期が続いたが、1996年シーズン途中に本並からポジションを奪い返し、1997年に本並がヴェルディ川崎に移籍した後も絶対的守護神としてゴールを守り続けた。1998年には岡田武史、フィリップ・トルシエの両監督からいずれも日本代表に招集された。しかし、2000年に病気の影響で開幕から離脱している間に都築龍太にポジションを奪われる。復帰後も都築からレギュラーを奪った松代直樹が正GKを務めていたため出場機会が激減し、2002年にJ2の大分トリニータへ移籍。G大阪には松下電器時代から数えて11シーズン在籍した。
大分では加入直後から正GKとしてプレーした。チームは2003年にJ1昇格。2003年2ndステージ、残留争い真っ只中での第11節ホーム(熊本)の京都パープルサンガ戦で決定的なPKを阻止し、1-0で勝利。この勝利がクラブにとって2ndステージ唯一の勝利（1勝8分6敗）となるが、最終的に年間16位（最下位）でJ2降格した京都とは勝点3差、15位だったベガルタ仙台とは僅か勝点1差の14位でJ1に残留した。2ndステージは最下位ながらチームを最小失点に導いた（なお最終節は残留を争った仙台との直接対決で引き分けており、この試合で残留を決めている）。
2004年は鹿島アントラーズから加入した高嵜理貴にレギュラーを奪われ、2005年は江角浩司と高卒新人の西川周作の台頭もあって出場機会が激減。同年11月25日をもって現役引退を表明した。

## 指導者経歴
引退後の2006年から大分トリニータのU-15・U-12GKコーチを2年間務めた。
2008年、日本文理大学サッカー部監督に就任。4年間指揮を執ったが、2011年度をもって、由利繁弘の監督昇格に伴い退任。
2012年、大阪学院大学サッカー部のコーチに就任した。

## 所属クラブ
ユース経歴
- 1984年 - 1986年 東海大学付属第五高等学校
- 1987年 - 1990年 東海大学

プロアマ経歴
- 1991年 - 2001年 松下電器/ガンバ大阪
- 2002年 - 2005年 大分トリニータ

## 個人成績
| 国内大会個人成績 | 国内大会個人成績 | 国内大会個人成績 | 国内大会個人成績 | 国内大会個人成績 | 国内大会個人成績 | 国内大会個人成績 | 国内大会個人成績 | 国内大会個人成績 | 国内大会個人成績 | 国内大会個人成績 | 国内大会個人成績 |
| 年度             | クラブ           | 背番号           | リーグ           | リーグ戦         | リーグ戦         | リーグ杯         | リーグ杯         | オープン杯       | オープン杯       | 期間通算         | 期間通算         |
| 年度             | クラブ           | 背番号           | リーグ           | 出場             | 得点             | 出場             | 得点             | 出場             | 得点             | 出場             | 得点             |
| 日本             | 日本             | 日本             | 日本             | リーグ戦         | リーグ戦         | JSL杯/ナビスコ杯 | JSL杯/ナビスコ杯 | 天皇杯           | 天皇杯           | 期間通算         | 期間通算         |
| ---------------- | ---------------- | ---------------- | ---------------- | ---------------- | ---------------- | ---------------- | ---------------- | ---------------- | ---------------- | ---------------- | ---------------- |
| 1990-91          | 松下             | 30               | JSL1部           | 3                | 0                | -                | -                | -                | -                | 3                | 0                |
| 1991-92          | 松下             | 26               | JSL1部           | 10               | 0                | 0                | 0                | 0                | 0                | 10               | 0                |
| 1992             | G大阪            | -                | J                | -                | -                | 0                | 0                | 0                | 0                | 0                | 0                |
| 1993             | G大阪            | -                | J                | 20               | 0                | 7                | 0                | 1                | 0                | 28               | 0                |
| 1994             | G大阪            | -                | J                | 0                | 0                | 0                | 0                | 0                | 0                | 0                | 0                |
| 1995             | G大阪            | -                | J                | 5                | 0                | -                | -                | 0                | 0                | 5                | 0                |
| 1996             | G大阪            | -                | J                | 16               | 0                | 8                | 0                | 0                | 0                | 24               | 0                |
| 1997             | G大阪            | 1                | J                | 32               | 0                | 4                | 0                | 3                | 0                | 39               | 0                |
| 1998             | G大阪            | 1                | J                | 33               | 0                | 4                | 0                | 1                | 0                | 38               | 0                |
| 1999             | G大阪            | 1                | J1               | 29               | 0                | 4                | 0                | 2                | 0                | 35               | 0                |
| 2000             | G大阪            | 1                | J1               | 8                | 0                | 1                | 0                | 0                | 0                | 9                | 0                |
| 2001             | G大阪            | 1                | J1               | 0                | 0                | 3                | 0                | 0                | 0                | 3                | 0                |
| 2002             | 大分             | 1                | J2               | 42               | 0                | -                | -                | 3                | 0                | 45               | 0                |
| 2003             | 大分             | 1                | J1               | 28               | 0                | 2                | 0                | 0                | 0                | 30               | 0                |
| 2004             | 大分             | 1                | J1               | 11               | 0                | 1                | 0                | 0                | 0                | 12               | 0                |
| 2005             | 大分             | 1                | J1               | 3                | 0                | 1                | 0                | 0                | 0                | 4                | 0                |
| 通算             | 日本             | 日本             | J1               | 185              | 0                | 35               | 0                | 10               | 0                | 230              | 0                |
| 通算             | 日本             | 日本             | J2               | 42               | 0                | -                | -                | 3                | 0                | 45               | 0                |
| 通算             | 日本             | 日本             | JSL1部           | 13               | 0                | 0                | 0                | 0                | 0                | 13               | 0                |
| 総通算           | 総通算           | 総通算           | 総通算           | 240              | 0                | 35               | 0                | 13               | 0                | 288              | 0                |

## 代表歴
- 日本代表（1998年、Aマッチ0試合0得点、Cマッチ1試合0得点）

## 指導歴
- 2006年 - 2007年 大分トリニータ：U-12・U-15GKコーチ
- 2008年 - 2011年 日本文理大学サッカー部：監督
- 2012年 - 大阪学院大学サッカー部：コーチ